# Lopatica (Prilep)
Lopatica (makedonska: Лопатица) är en ort i Nordmakedonien. Den ligger i kommunen Prilep, i den södra delen av landet, 90 kilometer söder om huvudstaden Skopje. Lopatica ligger 766 meter över havet och antalet invånare är 194.